# Фёдоров, Владимир Алексеевич (художник, Украина)
Влади́мир Алексе́евич Фёдоров (укр. Володимир Олексійович Федоров; 29 марта 1963, Сумы, УССР, СССР — 24 февраля 2018, Харьков, Украина) — советский и украинско-российский художник, теоретик искусства, участник арт-группы «Инспекция „Медицинская герменевтика“».

## Биография
Родился в семье математика и инженера. В середине 1970-х годов переехал с семьёй в Одессу. В конце 1970-х вместе со своим одноклассником Алексеем Коциевским создал литературно-художественное направление «Кретинистический реализм». В 1982 году познакомил Леонида Войцехова с Сергеем Ануфриевым; с этого момента возникла Одесская концептуалистская группа. В середине 1980-х годов, подвергшись преследованиям органов из-за участия в квартирных выставках, перебрался в Харьков. В 1991 году стал старшим инспектором группы «Инспекция „Медицинская герменевтика“» вместо Юрия Лейдермана, получив в структуре группы статус «Фетиш МГ». После смерти отца в 2015 году был вынужден уехать в Москву, где находился до 2017 года. В сентябре 2017 года арестован в России за нарушение паспортного режима, 1 ноября 2017 года депортирован из России в Украину.